# Stworzył nas jazz
Stworzył nas jazz (org. Мы из джаза) – radziecka komedia muzyczna z 1983 roku w reżyserii Karena Szachnazarowa.

## Opis fabuły
ZSRR lat 20. XX w. Uczeń odeskiego technikum muzycznego Kostia, jest zafascynowany jazzem. Ta wysoce „burżuazyjna” pasja jest powodem jego wydalenia ze szkoły. Kostia pragnie stworzyć swój własny „jazz-band” i w tym celu poszukuje muzyków. Na jego ogłoszenie zgłasza się dwóch ulicznych muzykantów – Stiepan (banjo) i Gieorgij (perkusja), z czasem dołącza do nich saksofonista Iwan Iwanowicz. Życie grupy „jazzmanów” w ZSRR lat 20. nie jest jednak łatwe – muzycy „raz są na wozie, raz pod wozem”. Przyjeżdżając do Leningradu i Moskwy, pragnąc zdobyć sławę i uznanie, goszczą na salonach lub klepią biedę. Jednak wzajemna przyjaźń i miłość do jazzu zawsze pomaga im przetrwać. W końcu oficjalny zakaz władz uznających jazz za muzykę „amerykańskiego imperializmu” przerywa ich działalność. Nie wiadomo, jak dalej potoczyły się losy czwórki przyjaciół, jednak w ostatnich scenach filmu można ich zobaczyć podstarzałych i koncertujących po latach we wspaniałej sali koncertowej, grających ukochaną muzykę.

## Obsada aktorska
- Igor Sklar – Kostia
- Aleksandr Pankratow-Czornyj – Stiepan
- Nikołaj Awierjuszkin – Gieorgij
- Piotr Szczerbakow – Iwan Iwanowicz
- Jewgienij Jewstigniejew – „Papa”
- Leonid Kurawlow – Samsonow, przewodniczący „Stowarzyszenia Muzyków Proletariackich”
- Borisław Brondykow – fałszywy kapitan Kołbasiew
- Jelena Cypłakowa – Katia Bobrowa
- Larisa Dolina – Clementine Fernandez
- Jurij Wasiliew — Orłow, kierownik orkiestry jazzowej
- Wadim Aleksandrow – przestępca na przyjęciu „Papy”
- Jurij Gusiew – mafioso
- Nikołaj Koczegarow – sekretarz Samsonowa
- Oleg Kazanczejew – Bukin, uczeń technikum muzycznego
- Irina Mazur – kobieta „Papy”
- Piotr Mierkuriew – Jegor
- Grigorij Malikow – przewodniczący organizacji partyjnej w technikum muzycznym
- Władimir Picek – „Szwajcar”
- Aleksandr Pjatkow – kelner Jeroszkin
- Piotr Składczikow – przestępca na przyjęciu „Papy”
- Oleg Sawosin – przestępca w restauracji

i inni.